# Antiloop
Antiloop was een Zweeds dj-duo bestaande uit Robin Söderman en David Westerlund.
Het duo was afkomstig uit Lidingö. In 1997 werden ze bekend met de hit In My Mind. In 2002 ging het duo uit elkaar.

## Discografie

### Singles
| Single met hitnotering(en) in de Vlaamse Ultratop 50 | Datum van verschijnen | Datum van binnenkomst | Hoogste positie | Aantal weken | Opmerkingen             |
| ---------------------------------------------------- | --------------------- | --------------------- | --------------- | ------------ | ----------------------- |
| In My Mind                                           | 1997                  | 15-10-1997            | 14              | 6            | Dancesmash op Radio 538 |
| Nowhere To Hide                                      | 1997                  |                       | tip17           |              |                         |